# Rachid Bouchareb
Rachid Bouchareb (ur. 1 września 1953 w Paryżu) – algiersko-francuski reżyser, scenarzysta i producent filmowy.
Jego filmy biorą udział w największych europejskich imprezach filmowych. Autor trzech algierskich filmów nominowanych do Oscara dla najlepszego filmu nieanglojęzycznego: Pył życia (1995), Dni chwały (2006) i Ponad prawem (2010).
Stale współpracuje z reżyserem Bruno Dumontem, będąc producentem wszystkich jego filmów. Członek jury konkursu głównego na 61. MFF w Cannes (2008) oraz jury sekcji „Horyzonty” na 76. MFF w Wenecji (2019).